# Darius Olaru
Darius Dumitru Olaru (* 3. März 1998 in Mediaș) ist ein rumänischer Fußballspieler, der seit Januar 2020 beim Erstligisten FCSB Bukarest unter Vertrag steht. Der Offensivspieler ist rumänischer Nationalspieler.

## Karriere

### Verein
Olaru wurde in Mediaș geboren und wuchs als Dinamo Bukarest Anhänger bei seinen Großeltern auf, da seine Eltern aus Rumänien auswanderten. stammt aus der Nachwuchsabteilung von Gaz Metan Mediaș und bestritt am 29. August 2015 (1. Spieltag) beim 2:1-Auswärtssieg gegen UTA Arad sein Debüt in der zweithöchsten rumänischen Spielklasse. Sein erstes Tor gelang ihm am 31. Oktober 2015 (11. Spieltag) beim 3:0-Heimsieg gegen den CS Sportul Snagov. In der Saison 2015/16 bestritt er 12 Ligaspiele, in denen er zwei Tore erzielte und stieg mit dem Verein in die höchste rumänische Spielklasse auf. In der Spielzeit 2016/17 kam er nur sporadisch in 10 Ligaspielen zum Einsatz und machte ein Tor.
In der folgenden Saison 2017/18 drang er in die Startformation von Cheftrainer Cristian Pustai vor. In 36 Ligaspielen erzielte er in dieser Spielzeit einen Treffer. Diesen Status behielt er auch in der Saison 2018/19 bei, in der er in 34 Ligaspielen vier Tore und sechs Vorlagen sammelte.
Im Mai 2019 wurde der Wechsel Darius Olarus zum Ligakonkurrenten FCSB Bukarest bekanntgegeben. Der Rekordmeister überwies für seine Dienste eine Ablösesumme in Höhe von 600.000 Euro, sicherte Mediaș fünf Prozent der zukünftigen Ablösesumme zu und stattete ihn mit einem Fünfjahresvertrag aus. Olaru verblieb bis Januar 2020 bei Gaz Metan Mediaș und verließ den Verein anschließend nach 114 Ligaspielen, in denen er elf Tore erzielte in Richtung Bukarest.
Sein Debüt für den FCSB gab er am 2. Februar 2020 (23. Spieltag) bei der 0:1-Auswärtsniederlage gegen den CFR Cluj, als er in der 46. Spielminute für Marko Momčilović eingewechselt wurde. Vier Tage später erzielte er beim 2:1-Auswärtssieg gegen den FC Voluntari sein erstes Tor.

### Nationalmannschaft
Von November 2018 bis November 2019 bestritt Darius Olaru neun Länderspiele für die rumänischer U21-Nationalmannschaft, in denen er ein Tor erzielte. Im Juni 2019 nahm er mit der Auswahl an der U21-Europameisterschaft 2019 in Italien und San Marino teil. Dort bestritt er zwei der vier Spiele und schied mit der Mannschaft im Halbfinale gegen Deutschland aus.